# Zmarli w roku 1982
Lista osób zmarłych w 1982:

## styczeń 1982
- 17 stycznia – Warłam Szałamow (ros. Варла́м Ти́хонович Шала́мов), rosyjski prozaik i poeta, więzień Gułagu (ur. 1907)
- 24 stycznia – Karol Borsuk, polski matematyk, przedstawiciel warszawskiej szkoły matematycznej (ur. 1905)
- 25 stycznia:
  - Pierre Canivet, francuski curler (ur. 1890)
  - Michaił Susłow, naczelny ideolog ZSRR (ur. 1902)
- 27 stycznia – Daniel Sundén-Cullberg, szwedzki żeglarz, medalista olimpijski (ur. 1907)

## luty 1982
- 5 lutego – Jean Etcheberry, francuski rugbysta, medalista olimpijski (ur. 1901)
- 11 lutego – Andreas Knudsen, norweski żeglarz, medalista olimpijski (ur. 1887)
- 23 lutego – Zdzisław Karos, sierżant Milicji Obywatelskiej
- 27 lutego – Maria Kownacka, polska pisarka (ur. 1894)

## marzec 1982
- 2 marca – Philip K. Dick, amerykański pisarz science fiction (ur. 1928)
- 3 marca – Georges Perec, francuski eseista, pisarz i filmowiec eksperymentalny (ur. 1936)
- 5 marca – John Belushi, amerykański aktor (ur. 1949)
- 6 marca – Ayn Rand, pisarka i filozof; twórczyni filozofii obiektywizmu (ur. 1905)
- 18 marca:
  - Wasilij Czujkow (ros. Василий Иванович Чуйков), radziecki dowódca wojskowy, marszałek ZSRR (ur. 1900)
  - Rolf Steffenburg, szwedzki żeglarz, medalista olimpijski (ur. 1886)
- 25 marca – Hugo Huppert, austriacki pisarz i działacz komunistyczny (ur. 1902)
- 29 marca – Carl Orff, niemiecki kompozytor (ur. 1895)
- 31 marca – Marek Rakowski, tłumacz literatury polskiej i zagranicznej na język hebrajski (ur. 1890)

## kwiecień 1982
- 10 kwietnia – Cornelis van Staveren, holenderski żeglarz, medalista olimpijski (ur. 1889)
- 26 kwietnia – Felix Greissle, austriacki dyrygent, pedagog i redaktor muzyczny (ur. 1894)

## maj 1982
- 8 maja – Gilles Villeneuve, kanadyjski kierowca wyścigowy (ur. 1950)
- 15 maja – Rudolf Krzywiec, polski ceramik, pedagog (ur. 1895)
- 16 maja – Jerzy Krzysztoń, polski pisarz (ur. 1931)
- 20 maja – Szemu’el Mikunis, izraelski polityk (ur. 1903)
- 29 maja – Romy Schneider, austriacka aktorka (ur. 1938)

## czerwiec 1982
- 1 czerwca – Tadeusz Kurtyka, polski pisarz publikujący pod pseudonimem Henryk Worcell (ur. 1909)
- 2 czerwca – Fazal Ilahi Chaudhry, pakistański prawnik i polityk, prezydent Pakistanu (ur. 1904)
- 5 czerwca – Czesław Taładaj podpułkownik ludowego wojska polskiego (ur. 1921)
- 10 czerwca – Rainer Werner Fassbinder, niemiecki reżyser i aktor (ur. 1945)
- 11 czerwca – Al Rinker, amerykański piosenkarz i kompozytor jazzowy (ur. 1907)
- 12 czerwca – Karl von Frisch, austriacki biolog i zoolog, laureat Nagrody Nobla (ur. 1886)
- 13 czerwca – Chalid ibn Abd al-Aziz Al Su’ud (arab. خالد بن عبد العزيز آل سعود), król Arabii Saudyjskiej (ur. 1913)
- 20 czerwca – Zygmunt Bohusz-Szyszko, generał, dowódca Samodzielnej Brygady Strzelców Podhalańskich (ur. 1893)
- 30 czerwca – Lars Lundström, szwedzki żeglarz, olimpijczyk (ur. 1914)

## sierpień 1982
- 4 sierpnia – Witold Czerwiński, polski ekonomista, działacz emigracyjny (ur. 1901)
- 12 sierpnia – Henry Fonda, amerykański aktor filmowy (ur. 1905)
- 13 sierpnia – Adam Ważyk, polski poeta, prozaik, eseista (ur. 1905)
- 21 sierpnia:
  - Arje Altman (heb. אריה אלטמן), izraelski polityk (ur. 1902)
  - Helmut Kajzar, polski dramatopisarz i reżyser teatralny (ur. 1941)
- 25 sierpnia – Anna German, polska piosenkarka (ur. 1936)
- 26 sierpnia – Adam Kreczmar, polski poeta, satyryk, autor słuchowisk radiowych i twórca kabaretowy (ur. 1944)
- 29 sierpnia – Ingrid Bergman, szwedzka aktorka filmowa (ur. 1915)

## wrzesień 1982
- 1 września – Władysław Gomułka, polski polityk, były przywódca PPR i PZPR (ur. 1905)
- 13 września – Marcus Wallenberg, szwedzki żeglarz, olimpijczyk (ur. 1899)
- 14 września:
  - Grace Kelly, amerykańska aktorka filmowa, późniejsza księżna Monako (ur. 1929)
  - Baszir al-Dżumajjil, prezydent Libanu (ur. 1947)
- 20 września – Franciszek Bieda, polski paleontolog (ur. 1896)
- 29 września – Stefan Zwoliński, polski speleolog, legionista, fotograf (ur. 1900)

## październik 1982
- 3 października – Adam Kopyciński, polski dyrygent, pianista, kompozytor i pedagog (ur. 1907)
- 16 października – Mario Del Monaco, włoski śpiewak operowy, tenor (ur. 1915)

## listopad 1982
- 3 listopada – André Chilo, francuski rugbysta, medalista olimpijski (ur. 1898)
- 10 listopada – Leonid Breżniew (ros. Леонид Ильич Брежнев), radziecki polityk, sekretarz generalny KC KPZR (ur. 1906)
- 11 listopada:
  - Adam Czaplewski, polski generał dywizji (ur. 1914)
  - Jurij Maksariow, radziecki przemysłowiec, polityk (ur. 1903)
- 12 listopada – Jan Ciszewski, polski dziennikarz i komentator sportowy (ur. 1930)
- 16 listopada – Pawieł Aleksandrow (ros. Павел Сергеевич Александров), rosyjski matematyk (ur. 1896)

## grudzień 1982
- 2 grudnia:
  - David Blue, amerykański piosenkarz i kompozytor związany z ruchem folkowym (ur. 1941)
  - Marty Feldman, brytyjski aktor, komik (ur. 1934)
- 9 grudnia – Janusz Patrzykont, polski koszykarz (ur. 1912)
- 10 grudnia – Tomasz Hopfer, polski dziennikarz sportowy (ur. 1935)
- 20 grudnia – Artur Rubinstein, polski pianista pochodzenia żydowskiego (ur. 1887)
- 24 grudnia – Louis Aragon, francuski pisarz (ur. 1897)
- 27 grudnia – John Swigert, amerykański astronauta (ur. 1931)